# Jasienica (Lublin)
Jasienica [pronunciación en polaco: /jaɕeˈnit͡sa/] es un pueblo en el distrito administrativo de Gmina Dubienka, dentro del distrito de Chełm, voivodato de Lublin, en el este de Polonia, cercano a la frontera con Ucrania. Se encuentra aproximadamente 6 kilómetros al sur de Dubienka, 33 kilómetros al sudeste de Chełm, y 96 kilómetros al este de la capital regional, Lublin.